# Bernhard Eisenhut
Bernhard Eisenhut (* 1958) ist ein deutscher Politiker (AfD). Seit 2021 ist er Mitglied des Landtags von Baden-Württemberg.

## Leben
Bernhard Eisenhut wuchs in Konstanz auf. Er absolvierte eine Ausbildung zum Zahntechniker und war von 1981 bis 1983 Sanitätssoldat bei der Bundeswehr. Danach war er im Landkreis Konstanz selbstständig tätig, unter anderem als Inhaber von Uhren- und Schmuckgeschäften, als Pfandleiher sowie im Immobilienbereich. Im Auftrag deutscher, niederländischer und belgischer Unternehmen kaufte er in Afrika Rohdiamanten und Waschgold. Er ist Sportschütze. Er wohnt seit 2013 in Rielasingen-Worblingen und ist Vater zweier Kinder.

## Politik
Eisenhut trat 2016 in die AfD ein und ist seit 2017 Schatzmeister im AfD-Kreisverband Konstanz. 2019 wurde er in den Kreistag des Landkreises Konstanz gewählt. Bei der Landtagswahl in Baden-Württemberg 2021 erzielte er im Wahlkreis Singen mit 11,3 % der Stimmen ein Zweitmandat. Bei der Bundestagswahl 2025 kandidierte Eisenhut im Bundestagswahlkreis Konstanz, verfehlte jedoch den Einzug in den Bundestag.